# گوراسر سفلی
گوراسر سفلی یکی از روستاهای استان آذربایجان شرقی است که در دهستان چاراویماق شرقی، بخش شادیان، شهرستان چاراویماق واقع شده‌است.